# پژویز (استان پومرانی)
پژویز (به لهستانی:  Przywidz) یک روستا در لهستان است که در گمینا پژویز واقع شده‌است. پژویز ۱٬۶۷۳ نفر جمعیت دارد.